# يون كيونغ شين
يون كيونغ شين (الكورية: 윤경신) مواليد 7 يوليو 1973 في سول، هو لاعب كرة يد كوري جنوبي. شارك في دورة الألعاب الأولمبية الصيفية سنة 1992. حقق المركز الأول في دورة الألعاب الآسيوية 1990.

## الميداليات
| الميدالية | المسابقة                   |
| --------- | -------------------------- |
| ذهبية     | دورة الألعاب الآسيوية 1990 |
| ذهبية     | دورة الألعاب الآسيوية 1994 |
| ذهبية     | دورة الألعاب الآسيوية 1998 |
| ذهبية     | دورة الألعاب الآسيوية 2002 |
| ذهبية     | دورة الألعاب الآسيوية 2010 |

## روابط خارجية
- يون كيونغ شين على موقع الاتحاد الأوروبي لكرة اليد (الإنجليزية)
- يون كيونغ شين على موقع أوليمبيديا (الإنجليزية)